# Luis Téllez-Girón Belloch
Luis Téllez-Girón Belloch (Valencia, 21 de junio de 1808 – 19 de abril de 1878) fue un pintor, escenógrafo y crítico de arte.
Se tiene muy poca información personal de este artística, cobrando importancia tanto por su obra como por su labor docente, ya que fue maestro de grandes pintores como Muñoz Degraino de Rafael Berenguer Condé.

## Carrera profesional
Hacia 1838, pintó el techo de la sala rectoral del Colegio de San Pablo, actualmente Instituto Luis Vives de Valencia, pintura que, durante mucho tiempo, fue atribuida a Vicente López. Entre los cuadros de Téllez conservados en el Museo de Bellas Artes de Valencia se encuentran una Alegoría de las Artes, la Entrada de Wamba y la Adoración de los pastores. Para el retablo principal del desaparecido convento de Jerusalén pintó en 1854 un Salvador en la línea de Joan de Joanes. En la misma fecha, fue director de obras de la Ermita del Santísimo Cristo de la Agonía de Potries, construida por el arquitecto Carlos Spain, y donde Téllez pintó, al fresco, diversas obras. En las pechinas, inscritos en óvalos, representó a cuatro personajes bíblicos: Jeremías, Daniel, David e Isaías; sobre el altar mayor, pintó la Transfiguración del Señor, y, en el intradós de la cúpula, la imagen de Dios inscrita en un óvalo.
Desde 1842 desempeña el cargo de profesor de Perspectiva en la Real Academia de Bellas Artes de San Carlos, al tiempo que era miembro de esta institución, según consta en el legajo 76 de los archivos de la Real Academia de Bellas Artes san Carlos de Valencia.
Además, desde 1842 fue pintor oficial de la ciudad de Valencia
Desde 1846 imparte la asignatura denominada Perspectiva y paisaje, materia que siguió impartiendo en la Escuela de Bellas Artes de San Carlos desde la formación de esta, en 1849. También fue profesor en el Colegio Edetano, institución educativa femenina.
Fue miembro del Liceo y presidente de la Sociedad de Artistas Valencianos, con la cual realizó diversos trabajos, en particular escenográficos. Desde 1842, ocupó el cargo de pintor oficial de la ciudad.
También destaca por su amplia actividad como ilustrador, escenógrafo y decorador festivo. Además, realizó también pinturas religiosas e históricas. Como paisajista e ilustrador, prolonga las tendencias románticas en fechas tan tardías como la década de los cincuenta. Participó en exposiciones como las organizadas por el Liceo en 1838 y 1841, y la de la Real Sociedad Económica de Amigos del País en 1842, en la cual obtuvo un premio por un cuadro cronológico de los reyes de España, realizado a tinta china.
Realizó trabajos como decorador, tales como catafalcos, transparentes alegóricos y monumentos como el templo asirio erigido en 1844 para festejar la visita de Isabel II.  Participó activamente en las fiestas del centenario de la Conquista de Valencia, en 1838, y el cuarto centenario de la canonización de San Vicente Ferrer, en 1855, celebración para la que construyó la nueva roca llamada Valencia, de gusto medieval, en la que aprovechó diversos fragmentos de tablas góticas y renacentistas procedentes de la Cambra daurada de la antigua Casa de la Ciudad, comenzada a derribar en 1854.
Tuvo una faceta como escenógrafo para el pequeño teatro del Liceo y para el Principal: en este último coliseo, sus obras más importantes fueron las decoraciones elaboradas para las zarzuelas de gran espectáculo Los Magiares, en 1857, y Catalina o la Estrella del Norte, en 1858.
También fue ilustrador de revistas como La Psiquis y La Perla.
Murió en 1878 y estaba jubilado desde 1869.

## Obras
Como pintor decorativo destacan:
- el techo de la sala rectoral del Colegio de San Pablo, actualmente Instituto Luis Vives de Valencia, en 1838;

- sus obras de pintura decorativa religiosa: ermita del Santísimo Cristo de la Agonía, Potríes (Valencia), en1854. [6]

Como pintor de cuadro de carácter religioso, podemos destacar: La Anunciación de los pastores; Salvador, 1854. 
Otros cuadros destacables son: Retrato, de medio cuerpo, 1838; Alegoría de las Artes, Entrada de Wamba. 
También realizó obras decorativas de carácter efímero como:
- monumento en la plaza de la Catedral, con motivo de la jura de Isabel II como Princesa de Asturias, 1833;
- catafalco en honor a las víctimas de Bilbao, erigido en la Catedral de Valencia, 1837;
- carros triunfales del gremio de carpinteros y el de molineros, para el centenario de la conquista de Valencia, 1838;
- monumento de Semana Santa de la Casa de Beneficencia de Valencia, 1841;
- templo asirio para celebrar la visita de Isabel II, 1844;
- monumento de Semana Santa para la iglesia de Santa Catalina, 1852;
- construcción de la roca Valencia, 1855, para el cuarto centenario de la canonización de San Vicente Ferrer;
- con la Sociedad de Artistas Valencianos, altar del Mercado, junto a la iglesia de los Santos Juanes, 1855;
- decoración del patio del Parque de Artillería para un baile en honor a la reina, 1858;
- función alegórica en la plaza de Toros por la toma de Tetuán, 1860.

Entre sus trabajos escenográficos destacan:
- con M. González,  decoración de templo pagano para el teatro del Liceo, 1841;
- con la Sociedad de Artistas Valencianos decoraciones para Los siete castillos del diablo, teatro Principal, 1855;
- decoraciones para La Pasión de Jesús, teatro Principal, 1856;
- decoraciones para El sargento Federico, teatro Principal, 1856;
- decoraciones para El diablo en el poder, teatro Principal, 1857;
- decoraciones para Los Magiares, teatro Principal, 1857;
- decoración de posada para Amar sin conocer, teatro Principal, 1858;
- decoraciones para Catalina o la Estrella del Norte, teatro Principal, 1858;
- decoraciones para El Juramento, teatro Principal, 1859;
- decoración de salón de un café en Nueva Orleáns, para Entre mi mujer y el negro, teatro Principal, 1859.

En su faceta de  ilustrador, destacan las ilustraciones realizadas para:
- la revista La Psiquis, 1840;
- Vista de Valencia a la altura del puente de la Trinidad, 1840; en La Perla.
- Semanario pintoresco, artístico, literario y teatral, 1843;
- con la Sociedad de Artistas Valencianos, Vida y hechos del pícaro Guzmán de Alfarache, 1843.
- anuncio de la imprenta La Agencia de España, en Valencia. Es un dibujo preparatorio realizado a pluma y aguada, con una técnica muy precisa para la xilografía en boj, de Antonio Pascual y Abad, en la que se anunciaba la imprenta de la Agencia de España que, en 1840, tenía su sede en el Palacio Vich, antes de su derribo en1859. [7]

También se puede destacar el diseño de una escribanía de plata para la Real Sociedad Económica de Amigos del País de Valencia, 1849.